# Hazleton (Gloucestershire)
Hazleton lub Haselton lub Hazledon – wieś i civil parish w Anglii, w Gloucestershire, w dystrykcie Cotswold. W 2011 roku civil parish liczyła 168 mieszkańców. Hazleton jest wspomniana w Domesday Book (1086) jako Hasedene.